# Храмовый комплекс в Ново-Талицах
Храмовый комплекс в Новоталицах — архитектурный ансамбль в селе Ново-Талицы, включающий два культовых объекта Русской православной церкви. Один из ярких сельских храмовых комплексов шуйского региона.

## История
Комплекс из двух церквей расположен в центре села Ново-Талицы. Здесь в 1775 году вместо ранее существовавшего деревянного храма на средства местного помещика, контр-адмирала Н. И. Молчанова, была возведена каменная церковь Николая Чудотворца; в 1855 году рядом с ней, на сформировавшемся к тому времени погосте, помещиком П. К. Меркуловым построена небольшая каменная церковь Варвары Великомученицы. Оба здания побелены по кирпичу. В комплексе, обнесенном общей каменной оградой (не сохранилась), доминирует крупный объём Никольского храма. Верхние ярусы высокой четырёхъярусной колокольни, а также завершение храма к настоящему время утрачены.
К югу от храма стоит одноэтажный деревянный дом священника середины XIX века. С 1853 по 1884 год приходским священником здесь служил В. В. Цветаев — отец основателя московского Музея изящных искусств Ивана Владимировича Цветаева и дед поэта Марины Цветаевой. В этом доме прошли детские годы И. В. Цветаева. К западу от храмового комплекса частично сохранился старый парк усадьбы Молчанова, в конце XIX века принадлежавшей ивановскому промышленнику А. Г. Бегену.
Оба храма были разорены и сильно изуродованы в 1930-х годах. Наиболее пострадала церковь Николая Чудотворца: от трёхъярусной колокольни остался только первый ярус, на здании храма снесли высокий восьмерик с главой. Только после распада СССР, в 1992 году, Варваринский храм передали РПЦ, а позже участь дошла и до Никольского. В 2000-х годах была проедена реставрация храмов. В настоящее время оба они действующие.

### Церковь Николая Чудотворца
Церковь Николая представляет собой образец храма в стиле барокко. В объемной композиции доминирует сильно развитый в ширину центральный двусветный объём. К нему примыкает пониженная алтарная часть с тремя апсидами (средняя намного крупней боковых) и такой же высоты трапезная, коротким притвором связанная с колокольней. Выразительные барочные формы декоративного убранства фасадов включают рустованные пилястры, акцентирующие углы объёмов; широкие раскрепованные карнизы; наличники с треугольными и лучковыми сандриками, ушами, серьгами и подоконными досками. Элементам декора колокольни присущи черты раннего классицизма. На углах её нижнего яруса сдвоенные трехчетвертные колонны дорического ордера поддерживает антаблемент и карниз с полочками и сухариками. Центральное пространство храма перекрыто куполом на парусах, его боковые ячейки — крестовыми сводами; в двустолпной трапезной своды крестовые и цилиндрические, в апсидах — конхи.

### Церковь Варвары великомученицы
Церковь Варвары — скромный по размерам и убранству кладбищенский храм, декор которого отражает стилистические особенности эклектики. Квадратный в плане объём с полукруглой апсидой почти в ширину восточной стены увенчан маковичной главкой на высокой шее. Большие прямоугольные окна забраны металлическими решетками. Западный фасад имеет в центре небольшое подвышение с гранеными полуколонками, фланкирующими портал. Широкий входной проем с лучковой перемычкой обрамлен слабым килевидным архивольтом, которому вторит очертание дверных створок. В обходящем фасады фри́зе на западной стороне выложены филенки. Храм перекрыт лотковым сводом с кольцом барабана и распалубками над окнами. Апсида перекрыта конхой.